# Ursus thibetanus japonicus
Ursus thibetanus japonicus — подвид белогрудого (гималайского) медведя, обитающий на трех основных островах Японии: Хонсю, Сикоку и Кюсю. Считается, что в Японии 10 000 белогрудых медведей. Популяции белогрудых медведей на Сикоку и Кюсю находится под угрозой вымирания или вымерли. На черном рынке медвежьи органы и части тела дорого стоят, что угрожает всем медвежьим популяциям в Японии. Мелкий подвид весом от 60 до 120 кг для взрослого самца и 40—100 кг для взрослой самки. Средняя длина тела 110—140 см. У него не такая толстая шея, как у других подвидов и морда тёмной окраски.

## Диета
Весной эти медведи обычно питаются главным образом травами и другой зелёной растительностью. Летом они переходят на ягоды и орехи, чтобы набрать вес перед зимней спячкой. Они могут добывать ягоды и орехи, взбираясь на деревья и используя когти, чтобы добыть пищу. Ursus thibetanus japonicus могут есть других диких животных и домашний скот, когда есть необходимость. Как и другие медведи, они являются каннибалами, например, в желудке одного взрослого медведя обнаружены костные фрагменты и когти детеныша.

## Распространение и среда обитания
Ursus thibetanus japonicus встречаются на трех японских островах: Хонсю, Сикоку и Кюсю. Их можно встретить в северо-восточном высокогорном регионе с глубокими зимними снегами и юго-западной области с неглубоким снегом, однако они встречаются на высоте более 3000 метров над уровнем моря. Как правило, они живут в местах с обилием трав, а также деревьев и кустарников с ягодами.

## Роль в распространении семян
Эти медведи являются распространителями семян многих лесных растений. Медведи поедают плоды и выделяют семена с помётом, при этом в 40 % случаев находясь на расстоянии более 500 м от родительского дерева. Они распространяют семена на огромных территориях. Осенью медведи быстрее разносят семена, и обычно самцы делают это на большей площади, чем самки.

## Угрозы и охрана
Огромное влияние на популяции Ursus thibetanus japonicus оказывают люди. Эти медведям угрожает уничтожение среды обитания, поскольку деревни продолжают разрастаться. Также опасной проблемой является браконьерство. Части тела и органы медведей можно продавать на черном рынке по высокой цене, что делает их очень желанными. Люди убивают много этих медведей, резко сокращая их численность. Из-за этого, а также из-за разрушения среды обитания Ursus thibetanus japonicus подвергается высокому риску исчезновения. Вероятно, этот подвид исчезнет в течение следующих 100 лет если сокращение численности будет идти современными темпами.